# Tetsari
Tetsari ist eine osttimoresische Aldeia im Suco Ulmera (Verwaltungsamt Bazartete, Gemeinde Liquiçá). 2015 lebten in der Aldeia 218 Menschen.

## Geographie
Tetsari bildet einen Streifen im Osten des Sucos Ulmera. Er reicht von der Küste der Straße von Ombai bis zu einem Berg im Süden mit über 700 m Höhe. Südlich liegt die Aldeia Terlau und westlich die Aldeias Mane-Mori, Essirat, Mane-Muno und Ermeta. Im Osten grenzt Tetsari an den Suco Tibar.
Die Besiedlung verstreut sich dünn über die gesamte Aldeia. Der Ort Tetsari liegt auf dem Berg im Süden, an der Überlandstraße von Nasuto nach Gamanuhati, wobei an der Straße nur einzeln stehende Häuser sind. Die kleine Siedlung liegt etwas südlich davon. Der Ostteil des Ortes Cassait befindet sich in der Nordspitze von Tetsari.
Seinen Sitz teilt sich die Aldeia Tetsari mit der Aldeia Mane-Muno (siehe Foto).

## Politik
2023 wurde Calistro Gomes zum Chefe de Aldeia gewählt.